# Hasanabad (Nouschahr)
Hasanabad (persisch حسن اباد Hasan Abād; auch als Gassanabad bekannt) ist ein Dorf im Landkreis Nouschahr in der iranischen Provinz Mazandaran. Bei der Volkszählung 2006 betrug die Einwohnerzahl 1099 in 301 Familien.
Hasanabad liegt am Kaspischen Meer und ist nah am Elburs-Gebirge. Die vierspurige Nowshahr-Mahmudabad Road (englisch) verbindet Hasanabad und verbindet es mit den Städten Royan und Nouschahr. In Hasanadad befinden sich einige Cafés und Restaurants. In Hasanabad leben fast ausschließlich Mazandaraner schiitischer Religionszugehörigkeit.